# Gymnocalycium hybopleurum
Gymnocalycium hybopleurum ist eine Pflanzenart in der Gattung Gymnocalycium aus der Familie der Kakteengewächse (Cactaceae). Das Artepitheton hybopleurum bedeutet ‚mit buckeligen Rippen‘.

## Verbreitung und Systematik
Gymnocalycium hybopleurum ist in Paraguay verbreitet. 
Die Erstbeschreibung als Echinocactus multiflorus var. hybopleurus erfolgte 1898 durch Karl Moritz Schumann. Curt Backeberg stellte die Art 1936 in die Gattung Gymnocalycium.
Gymnocalycium hybopleurum ist ein ungewisses Taxon, von dem lange angenommen wurde, dass es in Argentinien beheimatet ist. Hans und Walter Till zeigten jedoch, dass die ursprünglich unter diesem Namen beschriebenen Pflanzen aus Paraguay stammen müssen. Für die argentinischen Pflanzen beschrieben sie die neue Art Gymnocalycium catamarcense. Urs Eggli empfiehlt, den Namen nicht länger zu nutzen.

## Nachweise